# North Gorley
North Gorley est un hameau situé dans le parc national de la New Forest  dans le comté du Hampshire, en Angleterre. La ville la plus proche est Fordingbridge, qui se situe approximativement 2 milles (3,2 km) au nord du hameau.

## Géographie
Le hameau de North Gorley se trouve à la limite ouest du parc national de la New Forest, à environ 0,5 milles (0,8 km) au nord de South Gorley.
La rivière Avon passe juste à l’ouest. 
Le hameau possède une auberge, le « Royal Oak », qui prétend être un ancien pavillon de chasse royal.
Un restaurant connu sous le nom de « Little Mere », y fonctionne également comme salon de thé pendant les mois d'été.

## Histoire
Le nom Gorley signifie « bois triangulaire/dégagement ».
En 1086, Osbern le Fauconnier tenait le manoir de Gorley du  roi, Guillaume le Conquérant.
North Gorley avait deux manoirs au XVIe siècle. 
L'un était la possession de John Bulkeley qui apparemment est passé aux Keilways de Rockbourne avant 1576, acheté par Sir John Cooper en 1608, il a évidemment été rattaché à Rockbourne. 
L'autre manoir a été acquis par l'abbé et le couvent de Beaulieu de Margery Rivers, John Rivers et autres, et a probablement été accordé, après la Dissolution, avec Freren Court, à Robert White, à qui il appartenait en 1564, date à laquelle il a suivi la lignée des propriétaires de Rockford, encore fusionnée avec ce manoir après 1634–1635.
North Gorley était, contrairement à South Gorley, dans la paroisse de Fordingbridge. En 1855, la localité fut incorporée dans la nouvelle paroisse ecclésiastique de Hyde.
Le hameau fait maintenant partie de la paroisse civile de Hyde.

## Gorley Hill
À l'est de North Gorley, sur Gorley Common, se trouvait le promontoire d'une colline fortifiée, Gorley Hill, un site occupé à l'âge du fer. Une grande partie du site a été détruite dans les années 1950 et 1960 lorsque les nouveaux propriétaires ont réalisé des travaux d'extraction de gravier à grande échelle.